# 曹钧
曹钧（1867年？—1936年）字秉权，直隶天津人，中国企业家。

## 生平
曹钧7岁起，因为家庭困苦，每日清晨背筐出门采黄须（一种野菜），家人将黄须放在玉米面里做窝头。曹锟得势后，曹钧的生活获得改善。
曹钧创办过许多企业，其中投资最多者为北方航业公司。该公司1920年成立，曹钧任董事长。公司每年利润丰厚。1924年北京政变曹锟下台后，曹钧寓居天津英租界十八号路（也称麦达拉道，今济南道）。
1931年九一八事变后，日本对中国加深了经济侵略，北方航业公司在同日本企业的竞争中处于劣势，生意逐渐萧条。1935年，曹钧患脑溢血。当时他唯一在世的哥哥曹锟亲自到十八号路看望曹钧。1936年，曹钧病逝，享年69岁。

## 家庭
- 长子：曹士杰[2]
- 二子：曹士彤[2]
- 三子：曹士誉[2]
- 四子：曹士徵[2]
- 女：曹士苓[2]